# Les Amis de Montluçon
 (octobre 2023).
La société d'histoire et d'archéologie Les Amis de Montluçon est une société savante.

## Histoire
Les Amis de Montluçon ont été fondés en 1911 par Pierre Leprat, artiste-peintre et professeur de dessin au lycée de la ville. Après la Première Guerre mondiale, ils œuvrent pour la création d'un musée municipal, qui ouvre en 1924 au château des ducs de Bourbon. À la mort de Pierre Leprat en 1936, le docteur Georges Piquand lui succède en 1938. La Seconde Guerre mondiale met l'association en sommeil. Elle revit à partir de 1948 grâce à la détermination d'André Guy, qui en devient président en 1950 et le reste jusqu'en 1994. Sous sa présidence est effectuée l'acquisition du château de Bien-Assis – maison forte du XVe siècle – et qu'en est entreprise la restauration,.

## Objectifs des Amis de Montluçon
Les Amis de Montluçon se sont attachés dès leur création à « contribuer à la conservation, à l’étude et au développement du patrimoine archéologique, historique, artistique, monumental, scientifique, industriel, littéraire, culturel, de Montluçon et sa région » comme le précise le premier article des statuts.

## Actions des Amis de Montluçon

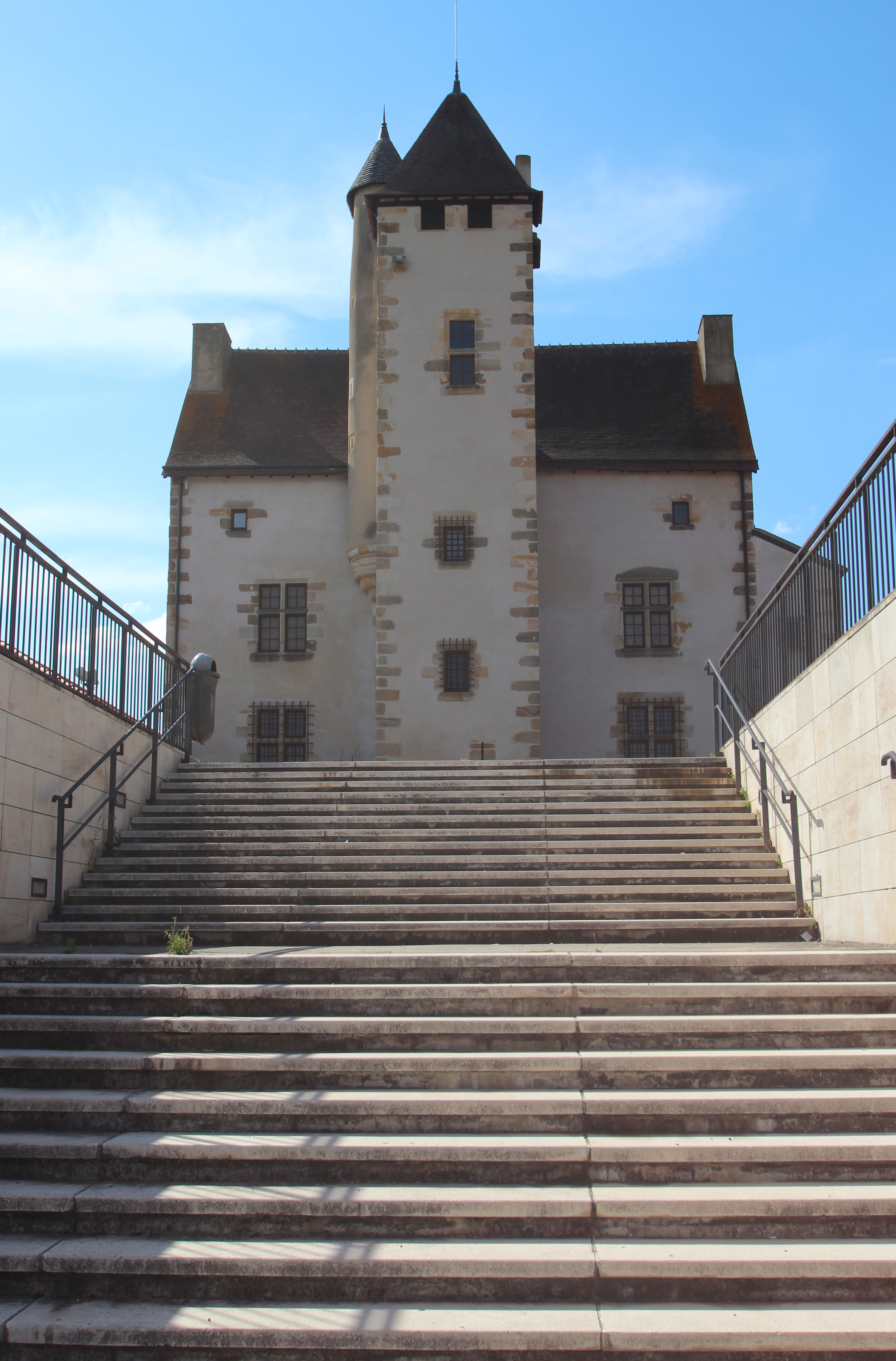
Le château de Bien-Assis.

### Les recherches historiques et archéologiques
En octobre, se tient une séance publique, présidée par une personnalité, au cours de laquelle est exposé le bilan des activités de l’année écoulée :        
- les travaux de leurs membres ;
- le compte rendu des activités (excursions, exposition) et le bilan financier de la société au cours de l’année écoulée.

### Les expositions
Les Amis de Montluçon sont propriétaires du château de Bien-Assis et travaillent à sa restauration. Ils organisent chaque année dans le château une exposition temporaire publique sur un thème déterminé (ex. : les portails polylobés en Bourbonnais, hommage à Ferdinand Dubreuil, peintre et graveur bourbonnais…). Ils peuvent aussi accueillir un artiste régional (peintre, sculpteur, écrivain)…
Une exposition permanente montre un aperçu des collections des Amis de Montluçon sur l'histoire de la ville et de ses environs.

### La découverte du patrimoine monumental des environs
Cette section est promotionnelle ou publicitaire (octobre 2023). Considérez son contenu avec précaution et/ou discutez-en.
Les Amis de Montluçon s'attachent aussi à faire découvrir à leurs membres le patrimoine monumental de la province ou des provinces environnantes en organisant chaque année, deux excursions documentées (au printemps et à l’automne).

### Les publications
Les Amis de Montluçon publient un bulletin annuel.
Les Amis de Montluçon éditent aussi des documents d’intérêt culturel, plaquettes publiées lors des excursions et des expositions… Ils ont édité en 2006 un ouvrage, Montluçon, les hôtels nobles (XVe – XVIIIe siècles). 
Les Amis de Montluçon mettent à la disposition de leurs membres la bibliothèque qui comprend un fonds régional spécifique.